# Tomopterna tandyi
Tomopterna tandyi (tên tiếng Anh: Tandy's Sand Frog) là một loài ếch thuộc họ Ranidae.
Loài này có ở Angola, Botswana, Kenya, Namibia, Nam Phi, Tanzania, có thể cả Lesotho, có thể cả Malawi, có thể cả Mozambique, có thể cả Swaziland, có thể cả Zambia, và có thể cả Zimbabwe.
Môi trường sống tự nhiên của chúng là xavan khô, vùng cây bụi khô khu vực nhiệt đới hoặc cận nhiệt đới, vùng đồng cỏ ôn đới, đồng cỏ khô nhiệt đới hoặc cận nhiệt đới vùng đất thấp, sông có nước theo mùa, hồ nước ngọt có nước theo mùa, đầm nước ngọt có nước theo mùa, đất canh tác, vùng đồng cỏ, khu vực trữ nước, ao, và kênh đào và mương rãnh.

## Hình ảnh

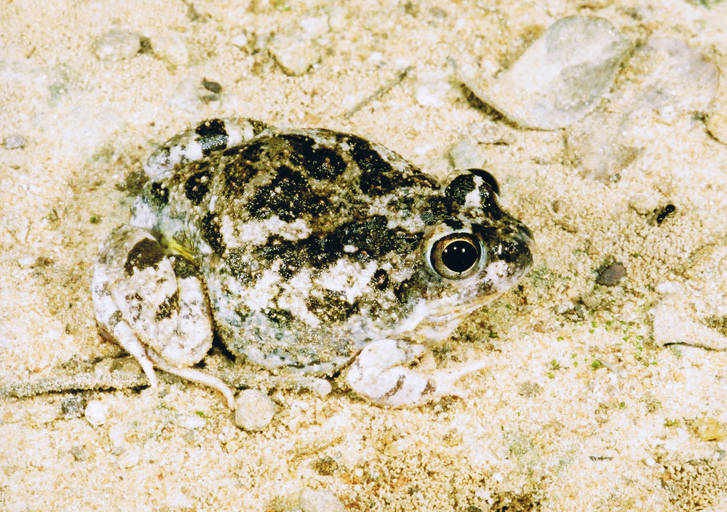